# Pfarrkirche Enzesfeld

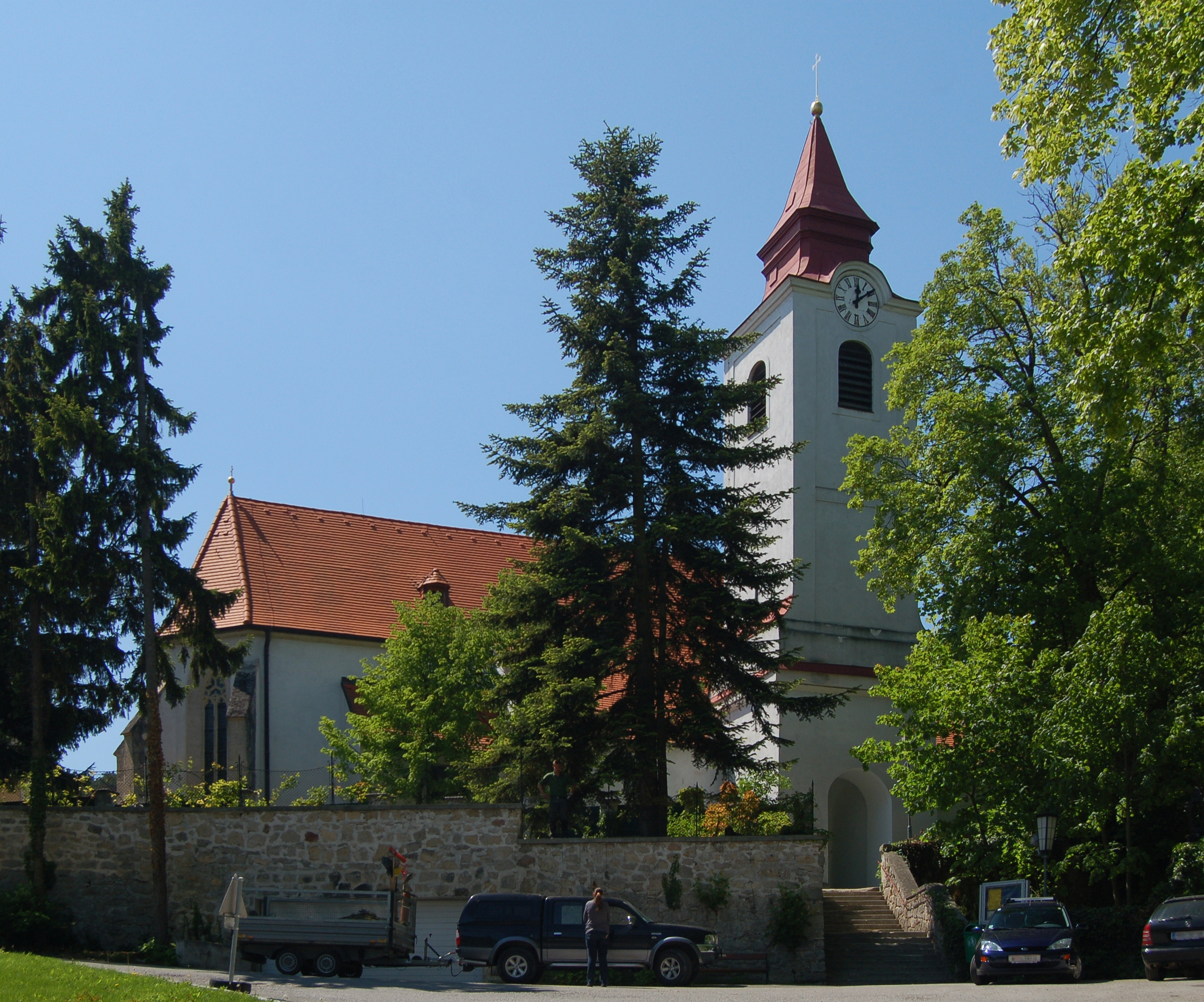
Katholische Pfarrkirche hl. Margareta in Enzesfeld

Die Pfarrkirche Enzesfeld steht am Fuß des Pfarrkogels unterhalb vom Schloss Enzesfeld im Westen des Ortes Enzesfeld in der Marktgemeinde Enzesfeld-Lindabrunn im Bezirk Baden in Niederösterreich. Die dem Patrozinium hl. Margareta unterstellte römisch-katholische Pfarrkirche gehört zum Dekanat Pottenstein im Vikariat unter dem Wienerwald der Erzdiözese Wien. Die Kirche steht unter Denkmalschutz (Listeneintrag).

## Geschichte
Anfangs eine Filiale der Pfarre Pottenstein wird bereits für die Zeit vor 1360 eine eigene Pfarre angenommen. Ab der Mitte des 16. Jahrhunderts bis ins zweite Viertel des 17. Jahrhunderts war die Pfarre protestantisch. Im zweiten Türkenkrieg 1683 entstanden an der Kirche schwere Schäden; sie wurde noch 1714 als ruinös genannt.

## Architektur
Die dreischiffige gotische Hallenkirche mit romanischen und frühgotischen Bauteilen hat einen barocken Nordturm.

## Ausstattung
Das ehemalige barocke Hochaltarblatt Maria als Himmelskönigin mit Kind und den hll. Margareta und Katharina und Enthauptung der hl. Margareta am unteren Bildrand malte Carolus Aigen 1743. Die ehemaligen Hochaltarstatuen der Heiligen Josef und Johannes der Täufer stehen jetzt auf Konsolen im Chor, die ehemaligen Hochaltarstatuen der Heiligen Martin und Georg befinden sich im Wiener Diözesanmuseum. Die Orgel aus 1890 stammt von Kauffmann (Orgelbauerfamilie).

## Grabdenkmäler
- Priestergrabstein zu Johann Christoph Hoffmann, gestorben 1662, im südlichen Seitenschiff.
- Epitaph zu Anton Zaleisky gestorben 1824 als lisenenflankierte Marmorplatte auf einem Sockel unter einem Dreieckgiebel.